# Angmar

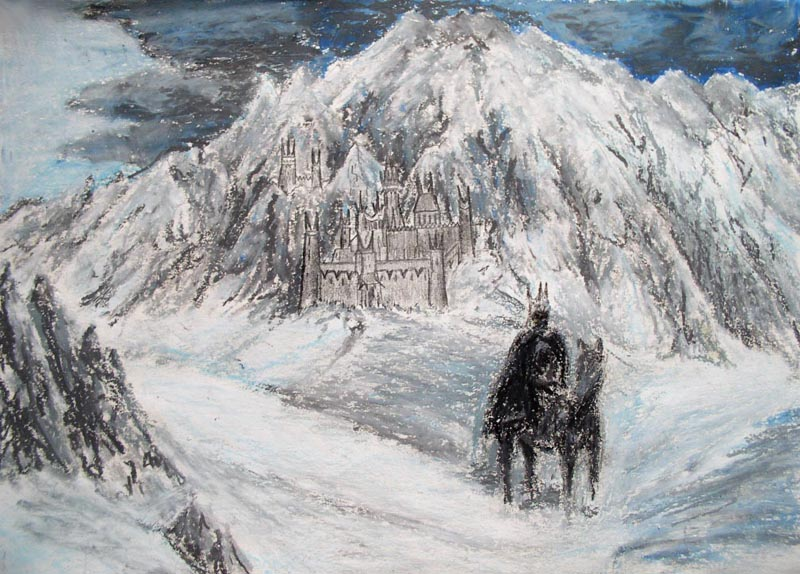
Carn Dûm

L’Angmar est un royaume fictif de la Terre du Milieu, de l'écrivain britannique J. R. R. Tolkien.

## Histoire
L'Angmar a été fondé en 1300 T. A. dans le nord-est de l'Eriador, à l'extrémité nord des Monts Brumeux, par le seigneur des Nazgûl, le Roi-Sorcier d'Angmar. Sa capitale est Carn Dûm, situé a l'extrémité Nord des Monts d'Angmar (Hithaeglir). Angmar était peuplée d'orques et d'hommes des collines barbares des landes d'Etten.
Peu après la fondation d'Angmar, le Roi-Sorcier fit la guerre contre les royaumes divisés des Dúnedain : l'Arthedain, le Cardolan et le Rhudaur. Il conquit le Rhudaur, le plus faible de ces trois royaumes, et remplaça son roi par un indigène des Hillmen, une tribu sauvage d'Hommes probablement descendus des parents « maudits » d'Ulfang.[réf. nécessaire]
Puis, sous le commandement du Roi-Sorcier, le Rhudaur envahit Arthedain en 1356 T. A., et, dans l'attaque, le roi Argeleb I d'Arthedain fut tué. Cependant, à l'aide des armées du Cardolan, l'Arthedain parvint à maintenir une ligne de défense le long d'Amon Sûl.
En 1409 T. A., Angmar attaqua le Cardolan, détruisant le royaume. À cette époque, le Rhudaur disparaît, laissant l'Arthedain comme dernier royaume des Dúnedain en Arnor. L'Arthedain, privé de ses alliés, continua de lutter pendant encore 500 années.
En 1974 T. A., Angmar rassembla ses forces et lança un assaut final sur Arthedain. Il prit la capitale Fornost d'Arthedain, détruisant de ce fait le dernier royaume des Dúnedain.
Un an après, le prince Eärnur de Gondor arriva pour aider l'Arthedain, mais il était déjà trop tard. Son armée défit les forces d'Angmar dans la bataille de Fornost, mais le Roi-Sorcier ne fut pas tué. Il s'échappa et se sauva en Mordor, alors que son royaume d'Angmar n'était plus (l'objectif était atteint). Il resta quelques troupes éparses qui continuèrent de mettre en danger la région jusqu'à l'avènement d'Elessar.

## Adaptations
Angmar apparaît dans plusieurs jeux vidéo.
Dans Le Seigneur des Anneaux Online, la version de base s'appelle Les Ombres d'Angmar. Le royaume d'Angmar est un territoire montagneux.
Dans l'extension de La Bataille pour la Terre du Milieu II L'Avènement du Roi-Sorcier la campagne raconte l'histoire de l'Angmar et de la chute de l'Arnor. 
Angmar est aperçu dans le film Le Hobbit : La Bataille des Cinq Armées. 
Dans le jeu La Terre du Milieu : L'Ombre de la guerre, le Roi-Sorcier d'Angmar fait diverses apparitions en tant qu'ennemi.